# Burera-See
Der Burera-See (Kinyarwanda Ikiyaga cya Burera) ist ein See im Distrikt Burera in der Nordprovinz von Ruanda nahe der Grenze zu Uganda.

## Geographie
Der See liegt auf einer Höhe von 1862 m und ist damit einer der am höchsten gelegenen Seen Ruandas. Er hat ein Einzugsgebiet von 563 km² und ein Volumen von 4,5 km³. Die Seefläche beträgt etwa 52 km² mit einer Länge von 12 km und Breite von 8 km. Die maximale Tiefe liegt bei 173 m und die mittlere bei 80 m. Der See hat insgesamt sechs Zuflüsse, darunter der Kabga und Kigeri sowie der aus den südöstlich gelegenen Rugezi-Sümpfen abfließende Hondo. Im Südwesten fließt der Burera-See zum nahegelegenen Ruhondo-See ab, der auf einer Höhe von 1764 m liegt. Der Burera-See ist vulkanischen Ursprungs. In ihm befinden sich mehrere Inseln, darunter Batutsi, Bushongo, Cyuza und Munanira.
Der Gesamtniederschlag im Seengebiet liegt zwischen 1400 und 1800 mm pro Jahr und die Temperaturen zwischen 10 und 25 °C. Der pH-Wert des Sees ist mit 7,88 leicht alkalisch. Die Wassertemperatur liegt im Mittel bei 21,1 °C.

## Fauna
Der See ist recht artenarm. Zur Fischfauna zählen Raubwelse und eingeführte Buntbarsche. Um die lokale Fischerei zu fördern, wurde zudem 1991 die Karpfenfischart Rastrineobola argentea eingeführt.

## Wirtschaft
Sowohl der Burera- als auch der Ruhondo-See werden zur hydroelektrischen Stromerzeugung genutzt. Zwischen den beiden Seen liegt ein Staudamm und ein Wasserkraftwerk befindet sich am Abfluss des Ruhondo-Sees in den Mukungwa.

## Galerie

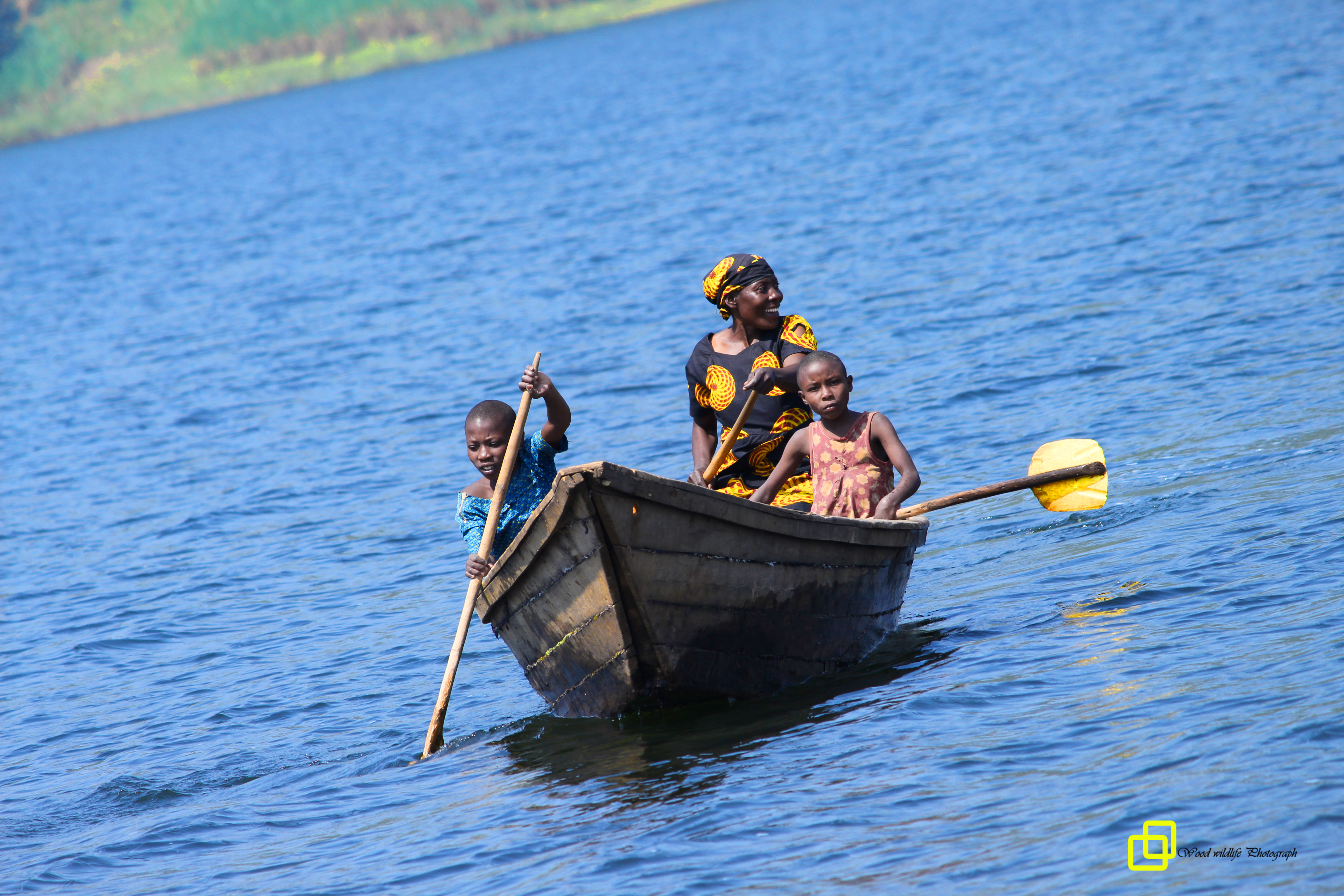
Ein von einer der Inseln kommendes Boot im Burera-See
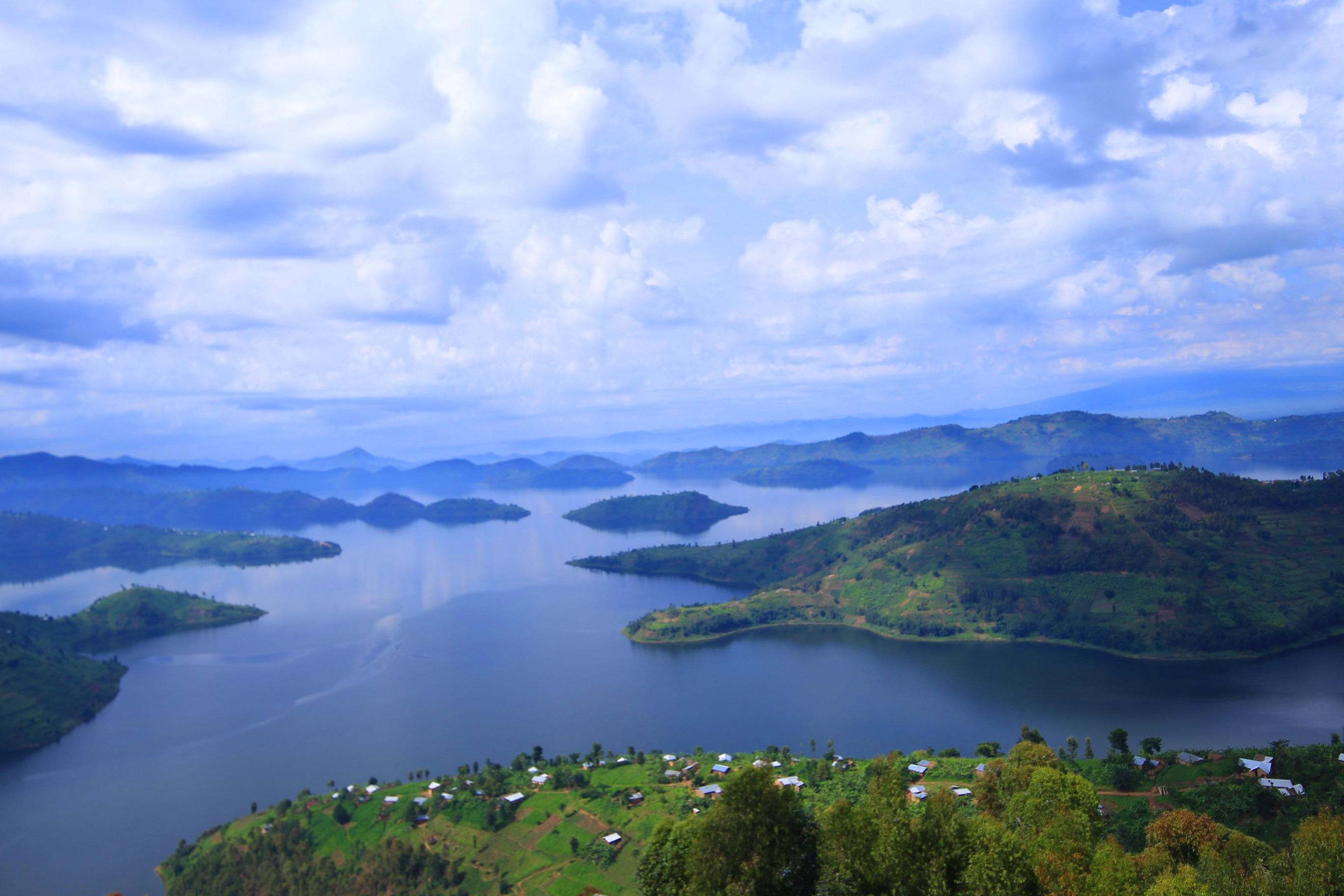
Blick auf einige Inseln im See
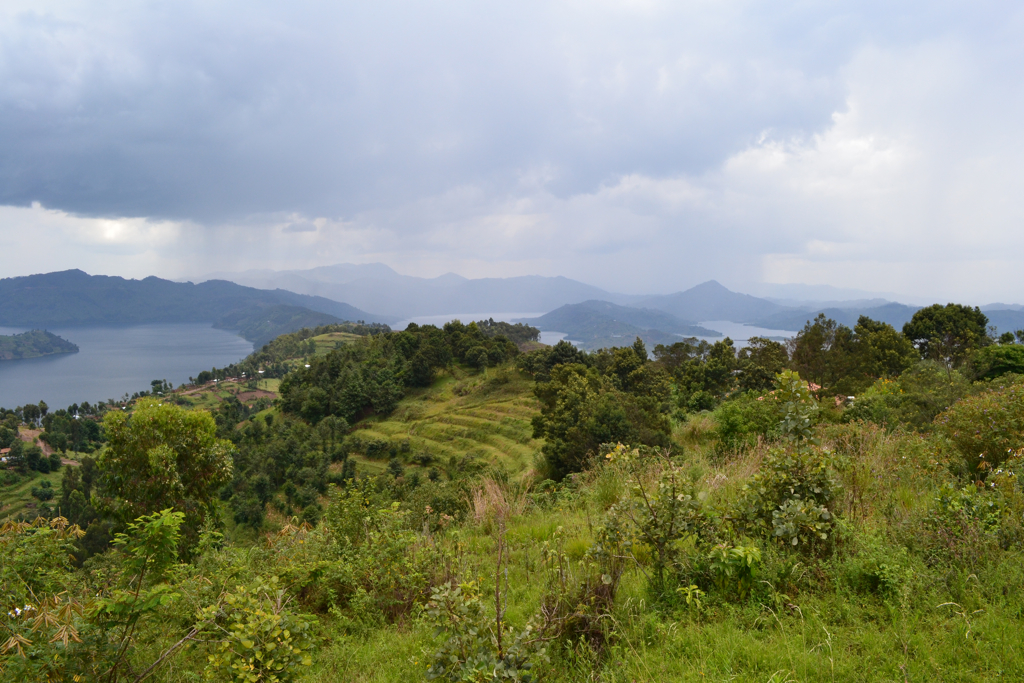
Burera-See (links) und Ruhondo-See (rechts)